# انتخابات مجلس ایران (۱۳۲۸)
انتخابات پارلمانی ایران در شهریور سال ۱۳۲۸ برای مجلس سنا و در مهر ۱۳۲۸ برای مجلس شورای ملی برگزار شد.

## پیش زمینه
انتخابات دوره شانزدهم مجلس شورای ملی در مهر ۱۳۲۸ انجام شد. پیش از انتخابات، کاشانی که به لبنان تبعید شده بود به نواب صفوی نامه ای نوشت و خطر دخالت در انتخابات را گوشزد کرد و از او خواست تا در انتخابات به نفع کاندیداهای جبهه ملی دخالت کند (یعنی به نفع کاندیداتوری کاشانی، مصدق، شایگان، مکی، بقایی، حائری زاده و غیره). نواب صفوی می‌گوید: «... به آیت‌الله کاشانی در لبنان نوشتم این نمایندگانی که به مجلس می‌روند چهره‌ مذهبی ندارند، چگونه موافقید ما به خاطر این‌ها فعالیت کنیم. آیت‌الله کاشانی در جواب نوشتند: این‌ها وکلایی هستند که برای ملی شدن نفت به مجلس می‌روند و این مسوولیت را می‌توانند انجام بدهند، پشت سر این‌ها نماز نخواهیم خواند.» نواب با کمک فداییان اسلام مسئولیت حفاظت از صندوق های رای را در ۵ روز انتخابات به عده گرفت. اما ماموران دولتی در اواخر انتخابات به بهانه مراسم محرم صندوق ها را از مساجد به فرهنگستان منتقل می‌کنند و نام مصدق و کاشانی و وکلای ملیون از لیست منتخبین خارج می‌شود. در اعتراض به تقلب، برخی انجمن‌های نظارت بر انتخابات به طور دسته‌جمعی استعفا دادند. نگاهی به تیتر سرمقاله‌های باختر امروز به قلم دکتر حسین فاطمی درباره انتخابات، گویای شرایط آن روز است: «از این انتخابات آزاد ما دنیا خجالت می‌کشد»، «این انتخابات رسوا مردم را به ستوه آورده است». قبل از ظهر جمعه ۲۲ مهر، جمع کثیری از مردم در مقابل در سنگی کاخ سلطنتی جمع شدند تا عرضِ حال خود را از اقدامات خلاف قانون دولت ساعد به شاه تحویل دهند. مقابل در ورودی کاخ، دکتر مصدق پس از بیرون آمدن عبدالحسین هژیر وزیر دربار،  با دیدن وی با عصبانیت فریاد کشید: «عبدالحسین خان تو شرف داری؟ از تو می‌پرسم، این انتخابات آزاد است؟ تو را به وجدانت انتخابات آزاد است؟» هژیر که از تیر ۱۳۲۸ وزیر دربار (او آبان ۱۳۲۷ از نخست‌وزیری استعفا داده بود) و ناظر اصلی انتخابات شده بود، متهم اصلی این مداخله انتخاباتی اعلام شد و در ۱۳ آبان توسط سید حسین امامی ترور شد. سید محمدصادق طباطبائی رئیس انجمن نظارت، به فساد در انتخابات اعتراف کرد و نتیجه قرائت آرا در ۱۹ آبان ۱۳۲۸ متوقف و باطل شد. در کرمان و تبریز نیز انتخابات باطل شد و اعضا انجمن نظارت استعفا دادند. انتخابات جدید در تهران در بهمن ۱۳۲۸ مجدد برگزار شد و مصدق و کاشانی و وکلای ملی به مجلس راه یافتند. اولین جلسه مجلس شانزدهم در ۲۰ بهمن ۱۳۲۸ با سخنرانی شاه تشکیل شد.

## مبارزات انتخاباتی
در ۶ مرداد ۱۳۲۸ دوره پانزدهم مجلس به پایان رسید. عبدالحسین هژیر وزیر دربار مشغول آماده‌سازی برای برگزاری انتخابات برای شانزدهمین مجلس شورای ملی و همچنین نخستین انتخابات سنا شد. شاه نیز انتخاب ۳۰ سناتور که سناتورهای انتصابی را تشکیل می‌دادند شروع کرد. انتخابات برگزار شد و مشخص شد که در مناطق روستایی ایران رای به نفع سلطنت طلبان حامیان شاه داده شده است. مصدق و دیگران در واکنش به آنچه که آنها به عنوان تقلب در نتیجه انتخابات روستایی می‌دیدند دست سازماندهی یک اعتراض زدند. مصدق مردم تهران برای پیوستن به او را در راهپیمایی به سمت کاخ سلطنتی در تاریخ ۲۱ مهر سال ۱۳۲۸ فراخواند. هزاران نفر از کارگران و دانشجویان و طبقه متوسط مردم را در املاک خود گرد آورد و با هم به سمت قصر سلطنتی دست به راهپیمایی زدند در کنار دروازه‌های کاخ به بست نشستند. پس از پیام‌های رد و بدل شده بین مردم و کاخ ۲۰ تن از جمعیت به عنوان رهبران به همراهی مصدق رهبر اصلی انتخاب شدند. به این ۲۰ تن اجازه داده شد در داخل باغ سلطنتی به بست نشینی برای اعتراض بپردازند. آنها یک پیام را به شاه فرستادند که وزیر دربار عبدالحسین هژیر در حال تقلب در انتخابات در مناطق روستایی ایران است. مصدق یک یادداشت به هژیر نوشت که: «توجه داشته باشید دلیل اصلی ما برای بست نشستن در این است که در این دوره از تعطیلات مجلس که در هنگام انتصاب نخست وزیر نیاز به رأی تمایل توسط مجلس نیست، ما امیدواریم که اعلیحضرت به تعیین یک دولت که هدف آن حفظ منافع سلطنت و ملت است اقدام کند.» معترضان چند روز را در بست و دو روز در اعتصاب غذا سپری کردند. در نهایت هژیر در ملاقات با ۲۰ تن خود و وعده داد که انتخابات برای عدالت مورد بررسی قرار خواهد گرفت. اگر بی عدالتی و تخلفی دیده شد نتایج را باطل و انتخابات جدید برگزار خواهد شد. این در جواب نگرانی معترضان کافی بود و آنها اعلام موفقیت کردند؛ و آن ۲۰ تن در بازگشت به عمارت مصدق اتحادی ایجاد کردند و نام جبههٔ ملی را برگزیدند در ادامه هفته تحقیق و تفحص از انتخابات شروع شد، بسیاری از ایرانیان فکر می‌کردند عده‌ای در حال سرپوش گذاری بر تخلفات سلطنتی هستند. در ۱۳ آبان هژیر توسط فداییان اسلام به ضرب گلوله کشته شد. شاه پس از فهمیدن عمق احساس مردم نسبت به تقلب، در ۲۰ آبان انتخابات را باطل اعلام کرد. انتخابات جدید در بهمن ۱۳۲۸ برگزار شد. فداییان اسلام به محافظت از صندوق‌های رای برای توقف دخالت سلطنتی پرداختند.

## نتایج
جبهه ملی توانست با به دست آوردن ۸ کرسی از ۱۳۶ کرسی مجلس یک اقلیت بانفوذ را تشکیل دهد. مصدق به همراه هفت تن دیگر از رهبران جبهه به مجلس راه یافتند؛ در تهران مصدق توانست بیشترین تعداد رای را به خود اختصاص دهد.